# HMS Jägaren (1932)
Jägaren var en vedettbåt i svenska flottan och som sjösattes 1932. Jägarens systerfartyg var HMS Kaparen, HMS Snapphanen och HMS Väktaren. Vedettbåtarnas uppgift var att skydda kustflottans större fartyg mot minor och ubåtar. De skulle ha tillräckliga fartresurser och sjövärdighet för att följa dessa till sjöss.
Under den tid Jägaren var i tjänst bar svenska örlogsfartyg inte prefixet HMS. Detta har införts sedan 1970-talet.